# Francia en la Copa Mundial de Rugby de 1991
Les Bleus fueron uno de las 16 naciones participantes de la Copa Mundial de Rugby de 1991, que se realizó por primera vez en Inglaterra (sede principal).
Los franceses fueron locales y tras el subcampeonato anterior jugaban cómodos, además de un buen torneo de las Cinco Naciones 1991. Esta es considerada la peor participación histórica, ya que solo ganaron tres partidos.

## Plantel
Dubroca (37 años) no tenía experiencia como técnico, sin embargo fue nombrado al frente del plantel en 1990.
|                            | Jugador              | Edad    | Posición      | Tests | Equipo                          |
| -------------------------- | -------------------- | ------- | ------------- | ----- | ------------------------------- |
| Hookers y Pilares          |                      |         |               |       |                                 |
|                            | Louis Armary         | 28 años | Hooker        | 21    | FC Lourdes                      |
|                            | Philippe Gimbert     | 25 años | Pilar         | 2     | Union Bordeaux Bègles           |
| 1                          | Grégoire Lascubé     | 29 años | Pilar         | 6     | Sporting Union Agen             |
| 2                          | Philippe Marocco     | 31 años | Hooker        | 17    | ASM Clermont Auvergne           |
| 3                          | Pascal Ondarts       | 35 años | Pilar         | 38    | Biarritz Olympique Pays Basque  |
| Segundas líneas            |                      |         |               |       |                                 |
| 4                          | Jean-Marie Cadieu    | 28 años | Segunda línea | 2     | Stade Toulousain                |
|                            | Thierry Devergie     | 25 años | Segunda línea | 14    | Rugby Club Nîmois               |
| 5                          | Olivier Roumat       | 25 años | Segunda línea | 19    | Union Sportive Dacquoise        |
| Alas y Octavos             |                      |         |               |       |                                 |
|                            | Abdelatif Benazzi    | 23 años | Octavo        | 8     | Sporting Union Agen             |
|                            | Philippe Benetton    | 23 años | Ala           | 3     | Sporting Union Agen             |
| 7                          | Laurent Cabannes     | 27 años | Ala           | 7     | Racing 92                       |
| 8                          | Marc Cécillon        | 32 años | Octavo        | 17    | Club Sportif Bourgoin-Jallieu   |
| 6                          | Éric Champ           | 29 años | Ala           | 38    | Rugby Club Toulonnais           |
|                            | Michel Courtiols     | 26 años | Ala           | 3     | Union Bordeaux Bègles           |
| Medios scrums              |                      |         |               |       |                                 |
| 9                          | Fabien Galthié       | 22 años | Medio scrum   | 2     | Union sportive Colomiers rugby  |
|                            | Henri Sanz           | 28 años | Medio scrum   | 11    | RC Narbonne                     |
| Aperturas y Centros        |                      |         |               |       |                                 |
|                            | Didier Camberabero   | 30 años | Apertura      | 30    | Football Club de Grenoble Rugby |
|                            | Pierre Hontas        | 25 años | Centro        | 4     | Biarritz Olympique Pays Basque  |
| 10                         | Thierry Lacroix      | 24 años | Apertura      | 4     | Union Sportive Dacquoise        |
| 12                         | Franck Mesnel        | 30 años | Centro        | 41    | Racing 92                       |
| 13                         | Philippe Sella       | 29 años | Centro        | 76    | Sporting Union Agen             |
| Fullbacks y Wings          |                      |         |               |       |                                 |
| 15                         | Serge Blanco         | 33 años | Fullback      | 89    | Biarritz Olympique Pays Basque  |
| 14                         | Jean-Baptiste Lafond | 29 años | Wing          | 24    | Racing 92                       |
|                            | Patrice Lagisquet    | 29 años | Wing          | 45    | Aviron Bayonnais                |
|                            | Jean-Luc Sadourny    | 25 años | Fullback      | 1     | Union sportive Colomiers rugby  |
| 11                         | Philippe Saint-André | 24 años | Wing          | 10    | ASM Clermont Auvergne           |
| Entrenador: Daniel Dubroca |                      |         |               |       |                                 |

## Participación
Francia integró el grupo D con los Canucks, la dura Fiyi y para ellos los muy conocidos Stejarii. Ganó la zona con todas victorias y solo recibió dos tries.

### Fase final
En los cuartos de final se cruzaron en París ante el local y candidato: la Rosa. Los ingleses formaron a: Brian Moore, Wade Dooley, Peter Winterbottom, John Hill, el capitán Will Carling y Jonathan Webb; desplegaron un juego defensivo muy físico y una dura marca personal sobre Blanco que ocasionó golpes de puño y peleas.
Finalmente los franceses no lograron serenarse a las provocaciones, otorgaron muchos penales y perdieron Le Crunch.
| 19 de octubre de 1991 | Francia                        | 10 – 19 | Inglaterra                                               | Parque de los Príncipes, París,                          |                                                          |
|                       | Try Lafond Penales Lacroix (2) | Reporte | Tries Underwood Carling Conversión Webb Penales (3) Webb | Asistencia: 46.749 espectadores Árbitro(s): David Bishop | Asistencia: 46.749 espectadores Árbitro(s): David Bishop |

## Legado
Fue el último mundial de los destacados: Ondarts, Champ, Camberabero y el capitán Blanco. El técnico Dubroca fue despedido y jamás Francia volvió a llevar un entrenador inexperto a una copa mundial.
La marca personal contra el capitán fue polémica, con tackles deliberadamente a destiempo y aún luego del mark. Los ingleses se defendieron argumentando ser una forma efectiva de quebrar la moral francesa y solo un juego de patadas a cargar que provocó algunos tackles ilícitos por la presión propia del difícil partido.
Carling reveló años más tarde, que no esperaban ganar el partido y por eso idearon una estrategia que les permitiera tener el control al mismo tiempo que provocara un maremágnum en los franceses. Además, que el tercer tiempo fue tenso al inicio pero al final se hicieron muy amigos con la mayoría de los rivales.